# Võ kinh Vạn An
Võ kinh Vạn An là một trong những bộ môn võ thuật cổ truyền của Việt Nam.